# Reine Bibois
Reine Bibois (geb. Reine Ruffier; * 2. August 1894 in Cogne, Aostatal; † 17. September 1976 ebenda) war eine italienische Dichterin im frankoprovenzalischen Dialekt des Cognetals.

## Leben
Reine Ruffier wurde im Weiler Molines in der Gemeinde Cogne geboren. Sie war die Tochter von Caliste Senon Ruffier, Handwerker, und von Marie Bellini. Nach der Schulzeit war sie einige Jahre als Lehrerin in der Dorfschule von Lillaz, einer Fraktion von Cogne, tätig. Gemeinsam mit der Schriftstellerin und Politikerin Anaïs Ronc-Désaymonet (1890–1955), die damals ebenfalls an der Schule von Cogne unterrichtete, setzte sie sich für das in der Region traditionelle Handwerk des Klöppelns von Spitzen ein (pizzi oder merletto), das heute von der Genossenschaft der Dentellières de Cogne weitergeführt wird.
Im Jahre 1922 verheiratete sich Reine Ruffier mit Josef Bibois aus Cogne. Sie führte ein traditionsgemäßes Leben als Ehefrau und Mutter in der Berggemeinde des Cognetales. Erst als sie verwitwet war, wurde sie als Schriftstellerin tätig. Zunächst verfasste sie Gedichte in Regionalfranzösisch, später auch im einheimischen Dialekt des Valdostanischen. Zu ihrem Werk gehören auch Lieder, Erzählungen und Legenden, in welchen die Autorin ebenso wie mit ihrer Poesie Eindrücke vom sozialen Leben in den Dörfern und von der Berglandschaft vermittelt. Sie war die erste Dialektschriftstellerin von Cogne und eine der wenigen Autorinnen der neueren frankoprovenzalischen Literatur.
Gedichte und Erzählungen konnte sie zunächst in der Zeitschrift Lo Flambo des Comité des traditions de la Val d’Aoste veröffentlichen. Sie erhielt für ihr Schaffen und ihre Verdienste um den Patois von Cogne 1961 die Goldmedaille und wurde zur Teilnahme am Dialektwettbewerb Concours Cerlogne des Centre d’études francoprovençales «René Willien» eingeladen.
Einzelne Gedichte von Reine Bibois wurden von Komponisten vertont, so etwa von Cesare Charruaz und Davide Benetti, und wurden zu Volksliedern. Das Aostataler Vokalensemble De si de la macht Lieder von Bibois im Musikprojekt Poésies et deuttes de Cogne wieder bekannt.
Um 1974 bewegte Reine Bibois einige junge Personen von Cogne dazu, eine Theatertruppe für das Dialekttheater zu gründen: Das Ensemble  Le peuple valdôtain bestand von 1974 bis 1979 und wieder seit 1999, als es auf einer Gedächtnisfeier für die Schriftstellerin Reine Bibois auftrat.
Die Historikerin und Sprachwissenschaftlerin Stefania Roullet publizierte 2004 auf Italienisch die Biografie der Aostataler Autorin und veröffentlichte dabei einige ihrer noch ungedruckten Arbeiten. Die Tochter der Schriftstellerin, Agnese Bibois, erzählte auf einer Audiokassette vom Leben ihrer bekannten Mutter. Liliana Bertolo und Serche Guicharda stellten in der Dialektsendung La Fisella vom 19. März 2014 des Rai Val d’Aoste Leben und Werk der Autorin vor.

## Werke
- La rava
- Lo petchou pon de Meleunna, (Il ponticello di Meleunna)[7]
- La Cougnèntse
- Le plante dou souvenir, Erzählung[8]
- La viéille fileusa
- Oh vie ru de mon anfance
- Recueil de poésies et de contes en patois de Cogne. Cogne, Aosta 1975.